# Передняя Померания-Грайфсвальд

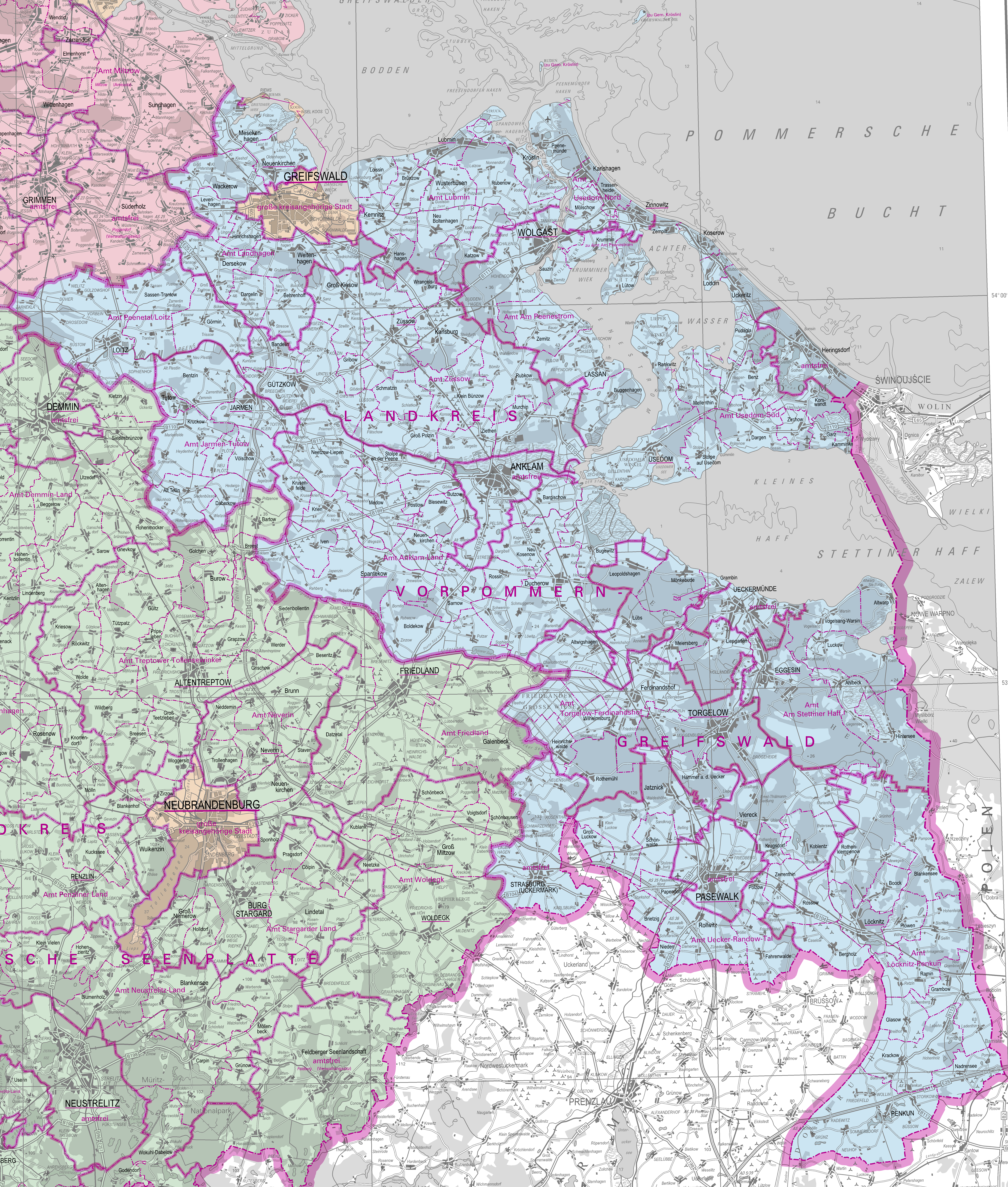
Управления и их общины в составе района Передняя Померания-Грайфсвальд.

Передняя Померания-Грайфсвальд  (нем. Vorpommern-Greifswald) — район в Германии. Входит в землю Мекленбург-Передняя Померания. 
Центр района — город Грайфсвальд. Занимает площадь 3945,57 км². Численность населения на 31 декабря 2017 года составляла 237 066 человек.

## История
Образован в 2011 году через объединение бывшего внерайонного города Грайфсвальд, двух упразднённых районов Восточная Передняя Померания и Иккер-Рандов, а также двух управлений района Деммин: Ярмен-Тутов и Пенеталь/Лойц.

## Административное деление
Численность населения городов и управлений, а также общин (коммун) по оценке на 31 декабря 2016 года.
Управления без общин (города):
- Анклам, ганзейский город — Anklam, Hansestadt (12.635)
- Грайфсвальд, ганзейский город — Greifswald, Hansestadt und Große kreisangehörige Stadt (57.985)
- Херингсдорф — Heringsdorf (8714)
- Пазевальк, город — Pasewalk, Stadt * (10.403)
- Штрасбург, город — Strasburg, Stadt (4890)
- Иккермюнде, город — Ueckermünde, Stadt (8696)

Управления с общинами:
1. Управление Ам-Пенестром		—	Amt Am Peenestrom (15.667)
1. Буггенхаген		—	Buggenhagen (219)
2. Круммин		—	Krummin (230)
3. Лассан		—	Lassan, Stadt (1513)
4. Лютов		—	Lütow (376)
5. Зауцин		—	Sauzin (453)
6. Вольгаст		—	Wolgast, Stadt * (12.172)
7. Цемиц		—	Zemitz (704)

2. Управление Ам-Штеттинер-Хаф 		—	Amt Am Stettiner Haff (10.571)
1. Альбек		—	Ahlbeck (627)
2. Альтварп		—	Altwarp (476)
3. Эггезин		—	Eggesin, Stadt * (4800)
4. Грамбин		—	Grambin (422)
5. Хинтерзе		—	Hintersee (329)
6. Леопольдсхаген		—	Leopoldshagen (665)
7. Липгартен		—	Liepgarten (777)
8. Любс		—	Lübs (351)
9. Лукков		—	Luckow (591)
10. Майерсберг		—	Meiersberg (427)
11. Мёнкебуде		—	Mönkebude (751)
12. Фогельзанг-Варзин		—	Vogelsang-Warsin (355)

3. Управление Анклам-Ланд		—	Amt Anklam-Land (9869)
1. Баргишов		—	Bargischow (317)
2. Блезевиц		—	Blesewitz (229)
3. Больдеков		—	Boldekow (663)
4. Бугевиц		—	Bugewitz (273)
5. Бутцов		—	Butzow (450)
6. Духеров		—	Ducherow (2519)
7. Ивен		—	Iven (190)
8. Крин		—	Krien (652)
9. Крузенфельде		—	Krusenfelde (160)
10. Медов		—	Medow (540)
11. Нетцов-Липен		—	Neetzow-Liepen (822)
12. Ной-Козенов		—	Neu Kosenow (498)
13. Нойенкирхен		—	Neuenkirchen (238)
14. Постлов		—	Postlow (292)
15. Россин		—	Rossin (171)
16. Зарнов		—	Sarnow (413)
17. Шпантеков		—	Spantekow * (1144)
18. Штольпе--на-Пене		—	Stolpe an der Peene (298)

4. Управление Ярмен-Тутов		—	Amt Jarmen-Tutow (6764)
1. Альт-Теллин		—	Alt Tellin (380)
2. Бенцин		—	Bentzin (818)
3. Даберков		—	Daberkow (348)
4. Ярмен		—	Jarmen, Stadt * (2981)
5. Крукков		—	Kruckow (612)
6. Тутов		—	Tutow (1147)
7. Фёльшов		—	Völschow (478)

5. Управление Ландхаген		—	Amt Landhagen (10.176)
1. Беренхофф		—	Behrenhoff (759)
2. Даргелин		—	Dargelin (344)
3. Дерзеков		—	Dersekow (1066)
4. Дидрихсхаген		—	Diedrichshagen (534)
5. Хинрихсхаген		—	Hinrichshagen (861)
6. Левенхаген		—	Levenhagen (415)
7. Мезекенхаген		—	Mesekenhagen (1013)
8. Нойенкирхен		—	Neuenkirchen * (2372)
9. Ваккеров		—	Wackerow (1352)
10. Вайтенхаген		—	Weitenhagen (1460)

6. Управление Лёкниц-Пенкун 		—	Amt Löcknitz-Penkun (10.448)
1. Бергхольц		—	Bergholz (333)
2. Бланкензе		—	Blankensee (557)
3. Бок		—	Boock (555)
4. Глазов		—	Glasow (152)
5. Грамбов		—	Grambow (849)
6. Кракков		—	Krackow (661)
7. Лёкниц		—	Löcknitz * (3090)
8. Надрензе		—	Nadrensee (363)
9. Пенкун		—	Penkun, Stadt (1874)
10. Плёвен		—	Plöwen (300)
11. Рамин		—	Ramin (678)
12. Россов		—	Rossow (437)
13. Ротенклемпенов		—	Rothenklempenow (599)

7. Управление Лубмин		—	Amt Lubmin (10.493)
1. Брюнцов		—	Brünzow (602)
2. Хансхаген		—	Hanshagen (908)
3. Катцов		—	Katzow (606)
4. Кемниц		—	Kemnitz (1105)
5. Крёслин		—	Kröslin (1807)
6. Лёссин		—	Loissin (795)
7. Лубмин		—	Lubmin * (2131)
8. Ной-Больтенхаген		—	Neu Boltenhagen (600)
9. Рубенов		—	Rubenow (794)
10. Вустерхузен		—	Wusterhusen (1145)

8. Управление Пенеталь/Лойц		—	Amt Peenetal/Loitz (6078)
1. Гёрмин		—	Görmin (881)
2. Лёц		—	Loitz, Stadt * (4334)
3. Зассен-Трантов		—	Sassen-Trantow (863)

9. Управление Торгелов-Фердинандсхоф 		—	Amt Torgelow-Ferdinandshof (14.399)
1. Альтвигсхаген		—	Altwigshagen (400)
2. Фердинандсхоф		—	Ferdinandshof (2721)
3. Хаммер-на-Иккере		—	Hammer a. d. Uecker (465)
4. Хайнрихсвальде		—	Heinrichswalde (411)
5. Ротемюль		—	Rothemühl (292)
6. Торгелов		—	Torgelow, Stadt * (9349)
7. Вильгельмсбург		—	Wilhelmsburg (761)

10. Управление Иккер-Рандов-Таль 		—	Amt Uecker-Randow-Tal (7101) [Sitz: Pasewalk]
1. Бритциг		—	Brietzig (194)
2. Фаренвальде		—	Fahrenwalde (297)
3. Грос-Лукков		—	Groß Luckow (211)
4. Яцник		—	Jatznick (2286)
5. Кобленц		—	Koblentz (211)
6. Кругсдорф		—	Krugsdorf (413)
7. Ниден		—	Nieden (168)
8. Папендорф		—	Papendorf (229)
9. Польцов		—	Polzow (233)
10. Рольвиц		—	Rollwitz (916)
11. Шёнвальде		—	Schönwalde (435)
12. Фирек		—	Viereck (1047)
13. Церрентин		—	Zerrenthin (461)

11. Управление Узедом-Норд		—	Amt Usedom-Nord (9300)
1. Карлсхаген		—	Karlshagen (3197)
2. Мёльшов		—	Mölschow (820)
3. Пенемюнде		—	Peenemünde (295)
4. Трассенхайде		—	Trassenheide (930)
5. Цинновиц		—	Zinnowitz * (4058)

12. Управление Узедом-Зюд		—	Amt Usedom-Süd (11.543)
1. Бенц		—	Benz (1003)
2. Дарген		—	Dargen (561)
3. Гарц		—	Garz (251)
4. Камминке		—	Kamminke (254)
5. Корсвандт		—	Korswandt (612)
6. Козеров		—	Koserow (1743)
7. Лоддин		—	Loddin (953)
8. Меллентин		—	Mellenthin (439)
9. Пудагла		—	Pudagla (472)
10. Ранквиц		—	Rankwitz (570)
11. Штольпе-на-Узедоме		—	Stolpe auf Usedom (364)
12. Иккериц		—	Ückeritz (1013)
13. Узедом		—	Usedom, Stadt * (1810)
14. Цемпин		—	Zempin (923)
15. Цирхов		—	Zirchow (575)

13. Управление Цюссов		—	Amt Züssow (11.642)
1. Банделин		—	Bandelin (549)
2. Грибов		—	Gribow (149)
3. Грос-Кизов		—	Groß Kiesow (1262)
4. Грос-Польцин		—	Groß Polzin (405)
5. Гюцков		—	Gützkow, Stadt (3042)
6. Карлсбург		—	Karlsburg (1209)
7. Кляйн-Бюнцов		—	Klein Bünzow (678)
8. Люманнсдорф		—	Lühmannsdorf (676)
9. Мурхин		—	Murchin (767)
10. Рубков		—	Rubkow (629)
11. Шматцин		—	Schmatzin (291)
12. Врангельсбург		—	Wrangelsburg (208)
13. Цитен		—	Ziethen (480)
14. Цюссов		—	Züssow * (1297)

Всего 237 374 человек (31.12.2016).

## Галерея

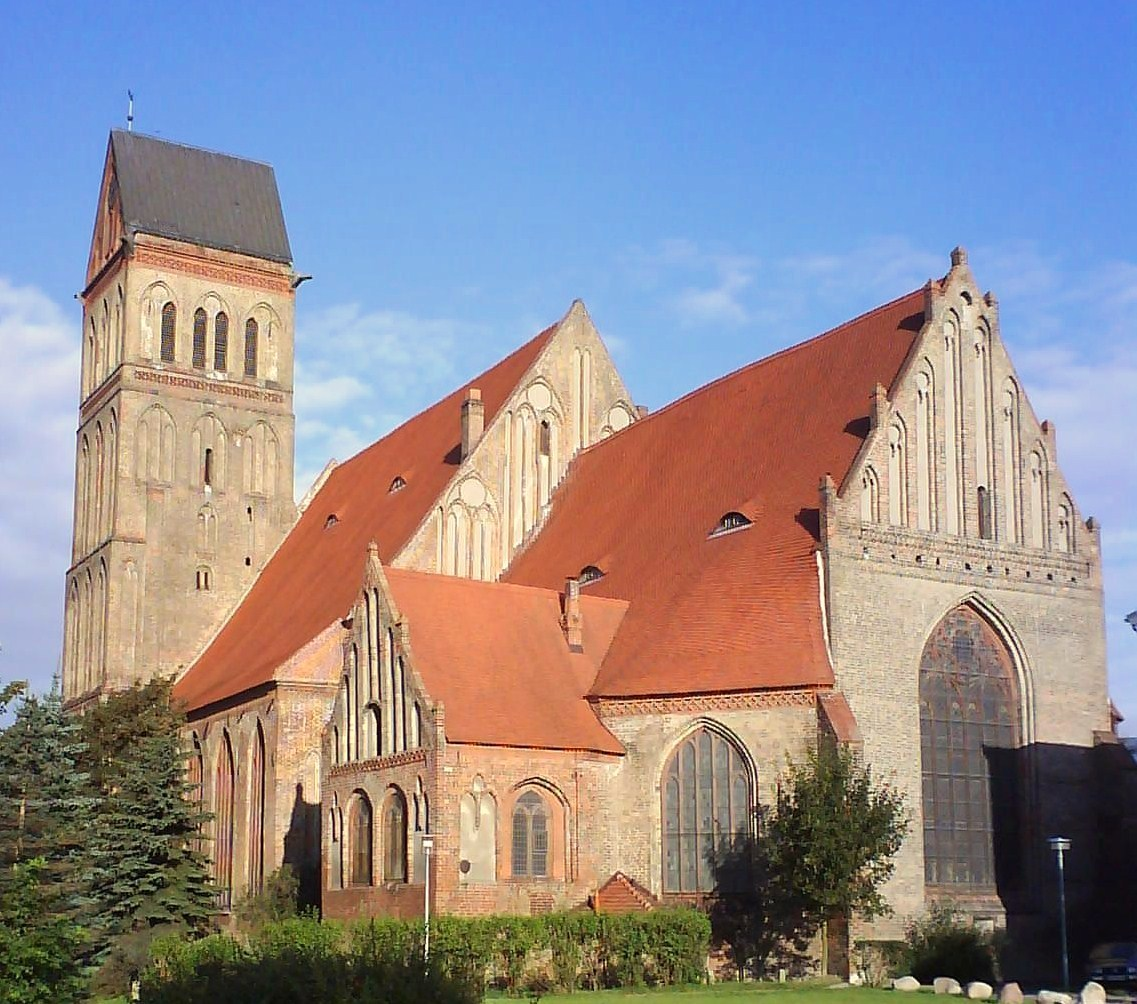
Sankt Marien in Anklam
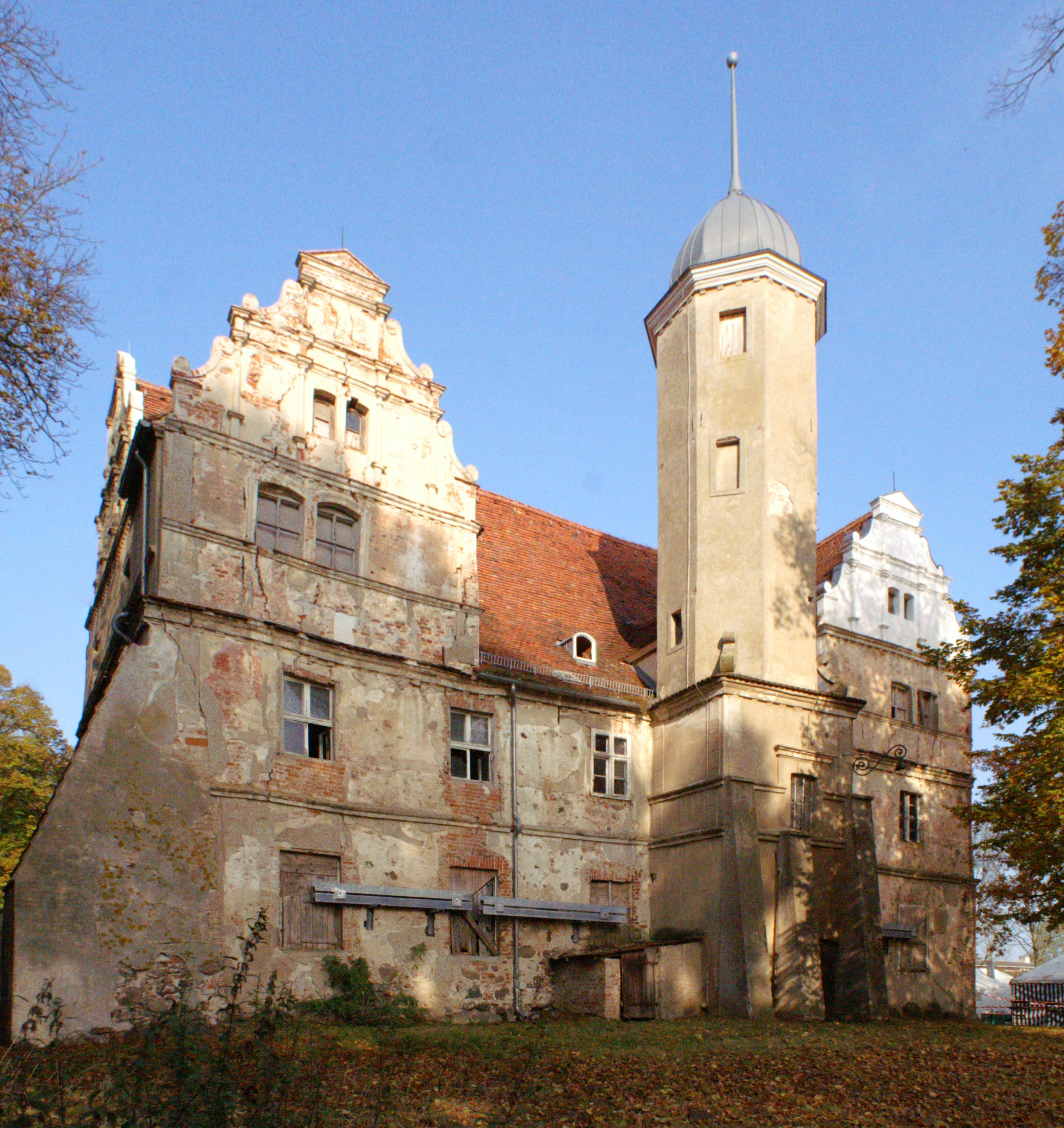
Wasserschloss Quilow
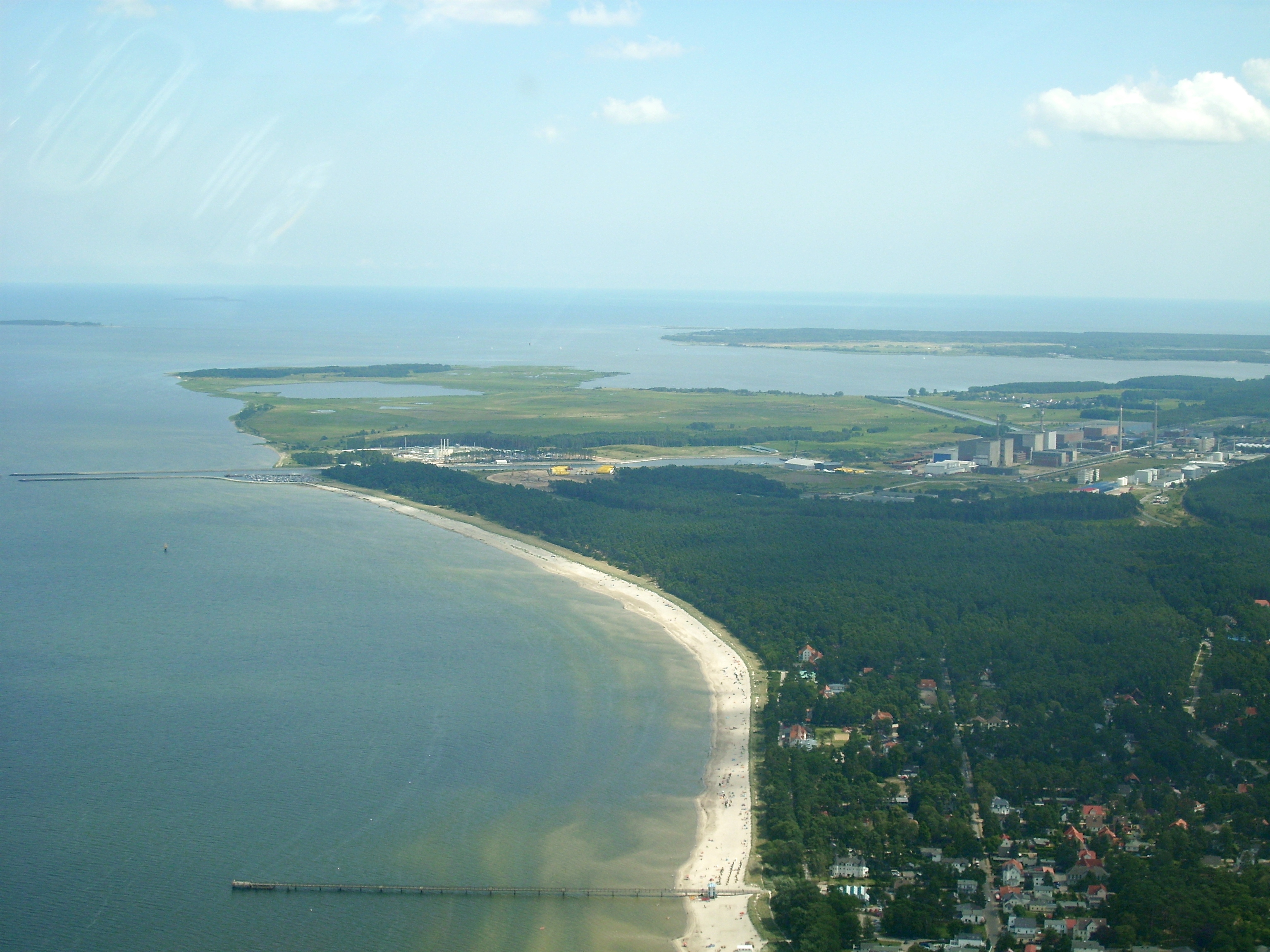
Lubmin mit Strand
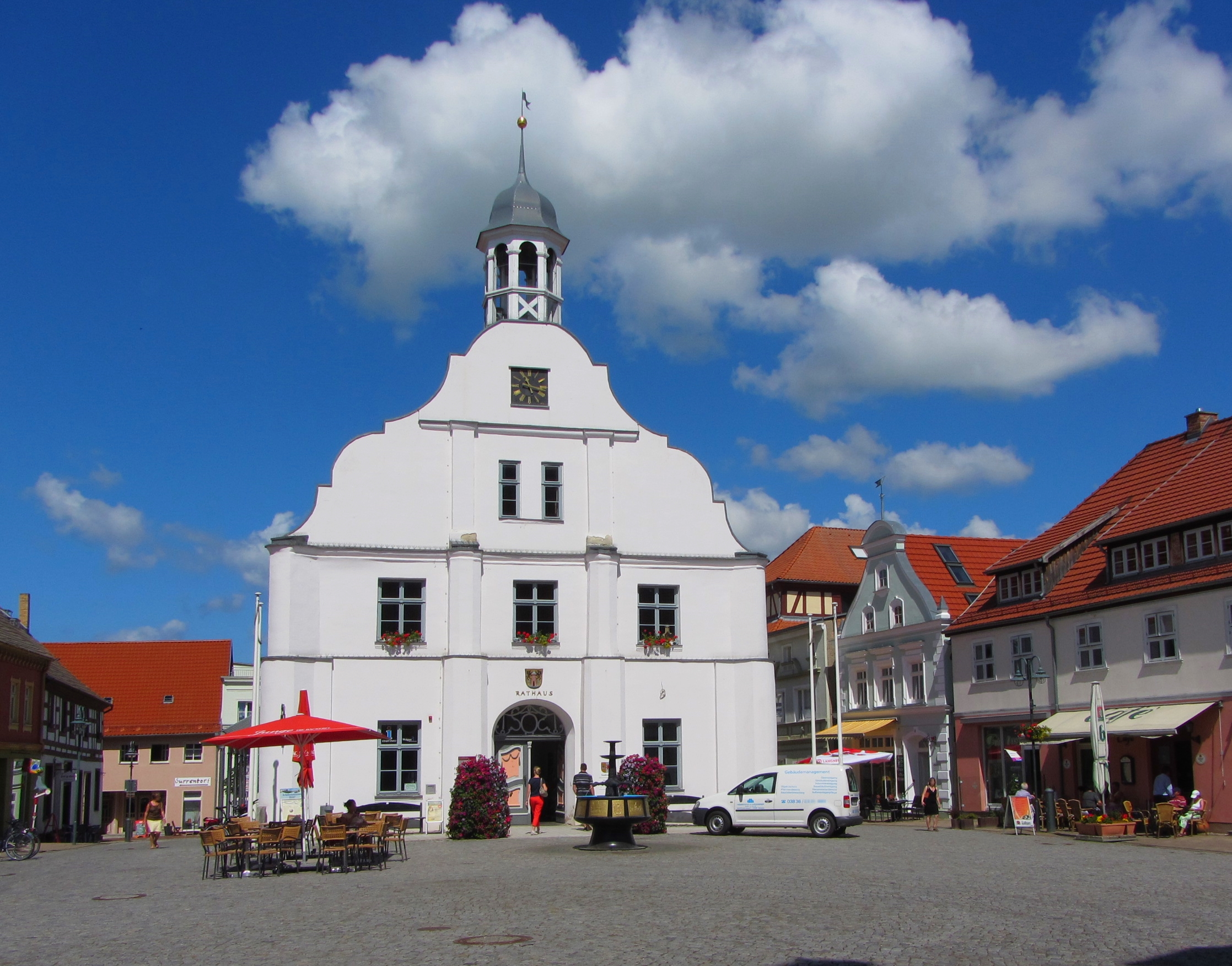
Wolgast
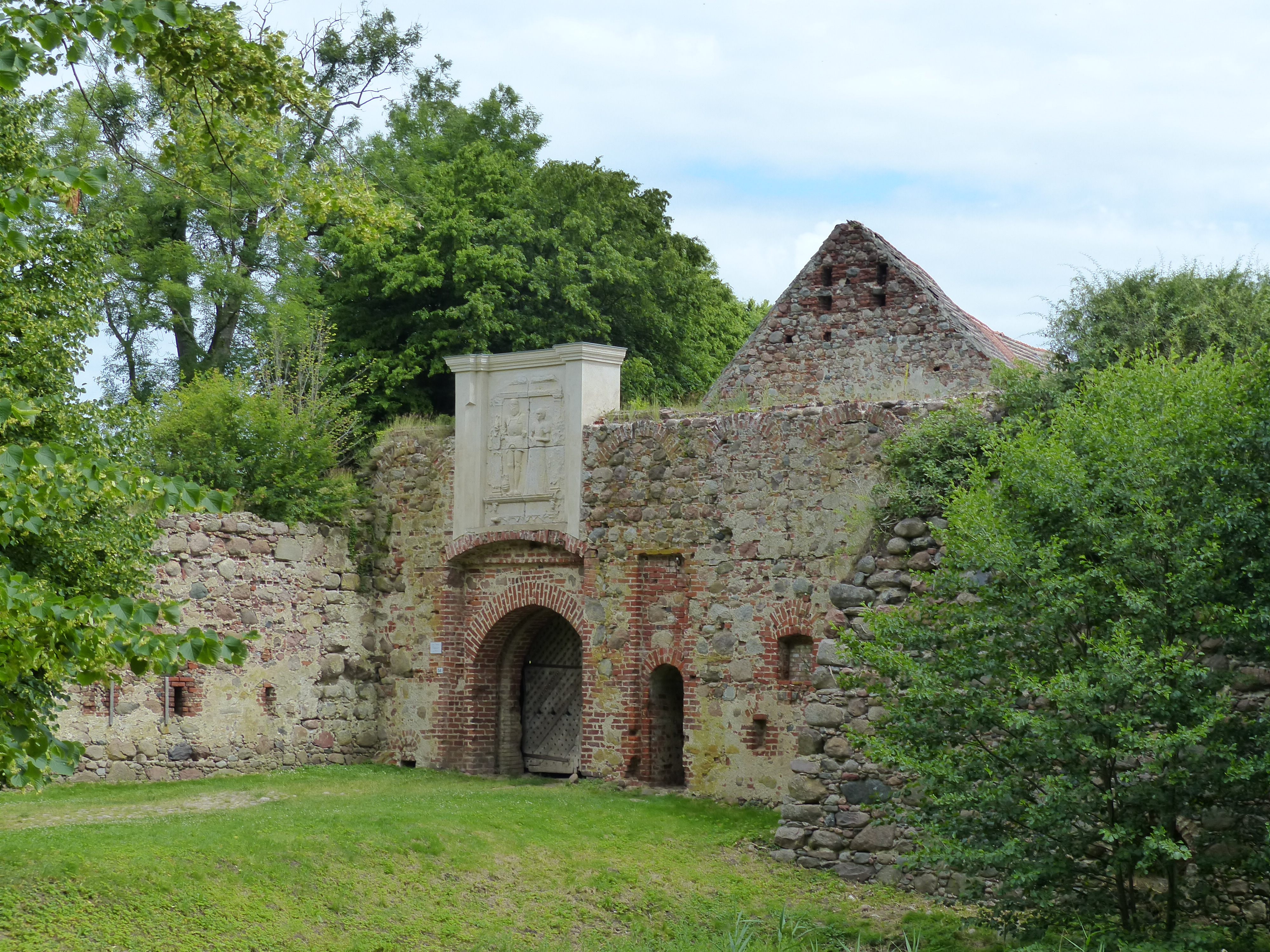
Festung Spantekow